# Просторно
Просто́рно (болг. Просторно) — село в Разградській області Болгарії. Входить до складу общини Разград.

## Населення
За даними перепису населення 2011 року у селі проживали 175 осіб.
Національний склад населення села:
| Національність   | Кількість осіб | Відсоток |
| ---------------- | -------------- | -------- |
| болгари          | 121            | 92,4%    |
| цигани           | 9              | 6,9%     |
| інша             | 0              | 0%       |
| Всього відповіли | 131            |          |

Розподіл населення за віком у 2011 році:
Динаміка населення: